# Liezel Huber
Liezel Huber es una tenista estadounidense nacida en Durban (Sudáfrica) el 21 de agosto de 1976. A finales de julio de 2007 adoptó la nacionalidad estadounidense.
No ganado ningún torneo individual pero no es esa el área donde destaca. En dobles ha ganado 53 títulos, incluyendo 5 Grand Slam.

## Torneos de Grand Slam

### Dobles (5)
| Año  | Campeonato           | Pareja       | Oponentes en la final               | Marcador            |
| 2005 | Wimbledon            | Cara Black   | Svetlana Kuznetsova Amélie Mauresmo | 6-2, 6-1            |
| 2007 | Abierto de Australia | Cara Black   | Chan Yung-jan Chuang Chia-jung      | 6-4, 6-7(4), 6-1    |
| 2007 | Wimbledon            | Cara Black   | Katarina Srebotnik Ai Sugiyama      | 3-6, 6-3, 6-2       |
| 2008 | Abierto de EE. UU.   | Cara Black   | Lisa Raymond Samantha Stosur        | 6-3, 7-6(8)         |
| 2011 | Abierto de EE. UU.   | Lisa Raymond | Vania King Yaroslava Shvedova       | 4-6, 7-6(5), 7-6(3) |

#### Finalista (5)
| Año  | Campeonato           | Pareja        | Oponentes en la final               | Marcador         |
| 2004 | Wimbledon            | Ai Sugiyama   | Cara Black Rennae Stubbs            | 3-6, 6-7(5)      |
| 2005 | Roland Garros        | Cara Black    | Virginia Ruano Pascual Paola Suárez | 6-4, 3-6, 3-6    |
| 2009 | Abierto de EE. UU.   | Cara Black    | Serena Williams Venus Williams      | 2-6, 2-6         |
| 2010 | Abierto de Australia | Cara Black    | Serena Williams Venus Williams      | 4-6, 3-6         |
| 2010 | Abierto de EE. UU.   | Nadia Petrova | Vania King Yaroslava Shvedova       | 6-2, 4-6, 6-7(4) |

## Títulos (53; 0+53)

### Dobles (53)
| Leyenda: Antes de 2009 | Leyenda: A partir de 2009 |
| ---------------------- | ------------------------- |
| Grand Slam (5)         |                           |
| WTA Championships (3)  |                           |
| Tier I (6)             | Premier Mandatory (2)     |
| Tier II (13)           | Premier 5 (6)             |
| Tier III (6)           | Premier (7)               |
| Tier IV & V (3)        | International (2)         |

| N.º | Fecha                    | Torneo                           | Superficie    | Pareja              | Oponentes en la final                   | Resultado           |
| --- | ------------------------ | -------------------------------- | ------------- | ------------------- | --------------------------------------- | ------------------- |
| 1.  | 29 de septiembre de 2001 | Tokio                            | Dura          | Cara Black          | Kim Clijsters Ai Sugiyama               | 6-1 6-3             |
| 2.  | 13 de octubre de 2001    | Tokio                            | Dura          | Rachel McQuillan    | Janet Lee Wynne Prakusya                | 6-2 6-0             |
| 3.  | 20 de octubre de 2001    | Shanghái                         | Dura          | Lenka Nemeckova     | Evie Dominikovic Tamarine Tanasugarn    | 6-0 7-5             |
| 4.  | 12 de enero de 2002      | Auckland                         | Dura          | Nicole Arendt       | Květa Peschke Henrieta Nagyova          | 7-5 6-4             |
| 5.  | 5 de abril de 2003       | Miami                            | Dura          | Magdalena Maleeva   | Shinobu Asagoe Nana Miyagi              | 6-4 3-6 7-5         |
| 6.  | 12 de abril de 2003      | Sarasota                         | Tierra batida | Martina Navratilova | Shinobu Asagoe Nana Miyagi              | 7-6(8) 6-3          |
| 7.  | 10 de mayo de 2003       | Varsovia                         | Tierra batida | Magdalena Maleeva   | Eleni Daniilidou Francesca Schiavone    | 3-6 6-4 6-2         |
| 8.  | 30 de mayo de 2003       | Madrid                           | Tierra batida | Jill Craybas        | Rita Grande Angelique Widjaja           | 6-4 7-6(6)          |
| 9.  | 30 de mayo de 2003       | Linz                             | Dura          | Ai Sugiyama         | Marion Bartoli Silvia Farina            | 6-1 7-6(6)          |
| 10. | 23 de enero de 2004      | Hyderabad                        | Dura          | Sania Mirza         | Ting Li Tiantian Sun                    | 7-6(1) 6-4          |
| 11. | 21 de mayo de 2005       | Roma                             | Tierra batida | Cara Black          | Maria Kirilenko Anabel Medina           | 6-0 4-6 6-1         |
| 12. | 16 de julio de 2005      | Wimbledon                        | Hierba        | Cara Black          | Svetlana Kuznetsova Amélie Mauresmo     | 6-2 6-1             |
| 13. | 25 de febrero de 2006    | Bangalore                        | Dura          | Sania Mirza         | Anastasia Rodionova Yelena Vesnina      | 6-3 6-3             |
| 14. | 2 de junio de 2006       | Estrasburgo                      | Tierra batida | Martina Navratilova | Martina Muller Andreea Vanc             | 6-2 7-6(1)          |
| 15. | 24 de septiembre de 2006 | Calcuta                          | Dura          | Sania Mirza         | Yuliya Beygelzimer Yuliana Fedak        | 6-4 6-0             |
| 16. | 9 de febrero de 2007     | Abierto de Australia             | Dura          | Cara Black          | Yung-jan Chan Chia-jung Chuang          | 6-4 6-7(4) 6-1      |
| 17. | 17 de febrero de 2007    | París                            | Moqueta       | Cara Black          | Gabriela Navratilova Vladimíra Uhlířová | 6-2 6-0             |
| 18. | 24 de febrero de 2007    | Amberes                          | Moqueta       | Cara Black          | Elena Likhovtseva Yelena Vesnina        | 7-5 4-6 6-1         |
| 19. | 2 de marzo de 2007       | Dubái                            | Dura          | Cara Black          | Svetlana Kuznetsova Alicia Molik        | 7-6(6) 6-4          |
| 20. | 20 de julio de 2007      | Wimbledon                        | Hierba        | Cara Black          | Katarina Srebotnik Ai Sugiyama          | 3-6 6-3 6-2         |
| 21. | 11 de agosto de 2007     | San Diego                        | Dura          | Cara Black          | Victoria Azarenka Anna Chakvetadze      | 7-5 6-4             |
| 22. | 20 de octubre de 2007    | Moscú                            | Moqueta       | Cara Black          | Victoria Azarenka Tatiana Poutchek      | 4-6 6-1 10-7        |
| 23. | 3 de noviembre de 2007   | Linz                             | Dura          | Cara Black          | Katarina Srebotnik Ai Sugiyama          | 6-2 3-6 10-8        |
| 24. | 3 de noviembre de 2007   | WTA Tour Championships, Madrid   | Dura          | Cara Black          | Katarina Srebotnik Ai Sugiyama          | 5-7 6-3 10-8        |
| 25. | 17 de febrero de 2008    | Amberes                          | Dura          | Cara Black          | Květa Peschke Ai Sugiyama               | 6-1 6-3             |
| 26. | 1 de marzo de 2008       | Dubái                            | Dura          | Cara Black          | Zi Yan Jie Zheng                        | 7-5 6-2             |
| 27. | 11 de mayo de 2008       | Berlín                           | Tierra batida | Cara Black          | Nuria Llagostera María José Martínez    | 3-6 6-2 10-2        |
| 28. | 15 de junio de 2008      | Birmingham                       | Hierba        | Cara Black          | Séverine Bremond Virginia Ruano         | 6-2 6-1             |
| 29. | 21 de junio de 2008      | Eastbourne                       | Hierba        | Cara Black          | Kveta Peschke Rennae Stubbs             | 2-6 6-0 10-8        |
| 30. | 20 de julio de 2008      | Stanford                         | Dura          | Cara Black          | Yelena Vesnina Vera Zvonareva           | 6-4 6-3             |
| 31. | 3 de agosto de 2008      | Montreal                         | Dura          | Cara Black          | Maria Kirilenko Flavia Pennetta         | 6-4 6-3             |
| 32. | 7 de septiembre de 2008  | Abierto de EE.UU.                | Dura          | Cara Black          | Lisa Raymond Samantha Stosur            | 6-3 7-6(6)          |
| 33. | 19 de octubre de 2008    | Zúrich                           | Dura          | Cara Black          | Anna-Lena Groenefeld Patty Schnyder     | 6-1 7-6(3)          |
| 34. | 9 de noviembre de 2008   | WTA Tour Championships, Doha     | Dura          | Cara Black          | Kveta Peschke Rennae Stubbs             | 6-1 7-5             |
| 35. | 15 de febrero de 2009    | París                            | Dura          | Cara Black          | Kveta Peschke Lisa Raymond              | 6-4 3-6 10-4        |
| 36. | 21 de febrero de 2009    | Dubái                            | Dura          | Cara Black          | Maria Kirilenko Agnieszka Radwanska     | 6-3 6-3             |
| 37. | 15 de mayo de 2009       | Madrid                           | Tierra batida | Cara Black          | Kveta Peschke Lisa Raymond              | 4-6 6-3 10-6        |
| 38. | 14 de junio de 2009      | Birmingham                       | Hierba        | Cara Black          | Raquel Kops-Jones Abigail Spears        | 6-1 6-4             |
| 39. | 16 de agosto de 2009     | Cincinnati                       | Dura          | Cara Black          | Nuria Llagostera María José Martínez    | 6-3 0-6 10-2        |
| 40. | 9 de enero de 2010       | Auckland                         | Dura          | Cara Black          | Natalie Grandin Laura Granville         | 7-6(4) 6-2          |
| 41. | 15 de enero de 2010      | Sídney                           | Dura          | Cara Black          | Tathiana Garbin Nadia Petrova           | 6-1 3-6 10-3        |
| 42. | 18 de abril de 2010      | Charleston                       | Tierra batida | Nadia Petrova       | Vania King Michaella Krajicek           | 6-3 6-4             |
| 43. | 1 de agosto de 2010      | Stanford                         | Dura          | Lindsay Davenport   | Chan Yung-jan Zheng Jie                 | 7-5 6-7(8) 10-8     |
| 44. | 20 de febrero de 2011    | Dubái                            | Dura          | María José Martínez | Kveta Peschke Katarina Srebotnik        | 7-6(5) 6-3          |
| 45. | 14 de agosto de 2011     | Toronto                          | Dura          | Lisa Raymond        | Victoria Azarenka Maria Kirilenko       | W/O                 |
| 46. | 11 de septiembre de 2011 | Abierto de EE.UU.                | Dura          | Lisa Raymond        | Vania King Yaroslava Shvedova           | 4–6, 7–6(5), 7–6(3) |
| 47. | 1 de octubre de 2011     | Tokio                            | Dura          | Lisa Raymond        | Gisela Dulko Flavia Pennetta            | 7–6(4), 0–6, [10–6] |
| 48. | 30 de octubre de 2011    | WTA Tour Championships, Estambul | Dura (i)      | Lisa Raymond        | Kveta Peschke Katarina Srebotnik        | 6-4 6-4             |
| 49  | 12 de febrero de 2012    | París                            | Dura (i)      | Lisa Raymond        | Anna-Lena Grönefeld Petra Martić        | 7–6(3), 6–1         |
| 50. | 19 de febrero de 2012    | Doha                             | Dura          | Lisa Raymond        | Raquel Kops-Jones Abigail Spears        | 6-3 6-1             |
| 51. | 25 de febrero de 2012    | Dubái                            | Dura          | Lisa Raymond        | Sania Mirza Yelena Vesnina              | 6-2 6-1             |
| 52. | 17 de marzo de 2012      | Indian Wells                     | Dura          | Lisa Raymond        | Sania Mirza Yelena Vesnina              | 6-2 6-3             |
| 53. | 25 de agosto de 2012     | New Haven                        | Dura          | Lisa Raymond        | Andrea Hlaváčková Lucie Hradecká        | 4–6, 6–0, [10–4]    |

### Finalista en dobles (32)
- 1998: Varsovia (junto a Karin Kschwendt pierden ante Karina Habsudova y Rita Olga Lugina).
- 2000: Kuala Lumpur (junto a Vanessa Webb pierden ante Henrieta Nagyova y Sylvia Plischke).
- 2001: Pattaya City (junto a Wynne Prakusya pierden ante Asa Svensson y Iroda Tulgayanova).
- 2004: Gold Coast (junto a Magdalena Maleeva pierden ante Svetlana Kuznetsova y Elena Likhovtseva).
- 2004: Wimbledon (junto a Ai Sugiyama pierden ante Cara Black y Rennae Stubbs).
- 2004: Montreal (junto a Tamarine Tanasugarn pierden ante Shinobu Asagoe y Ai Sugiyama).
- 2004: Philadelphia (junto a Corina Morariu pierden ante Alicia Molik y Lisa Raymond).
- 2005: Doha (junto a Cara Black pierden ante Alicia Molik y Francesca Schiavone).
- 2005: Berlín (junto a Cara Black pierden ante Elena Likhovtseva y Vera Zvonareva).
- 2005: Roland Garros (junto a Cara Black pierden ante Virginia Ruano y Paola Suárez).
- 2006: Miami (junto a Martina Navratilova pierden ante Lisa Raymond y Samantha Stosur).
- 2006: Amelia Island (junto a Sania Mirza pierden ante Shinobu Asagoe y Katarina Srebotnik).
- 2006: Birmingham (junto a Jill Craybas pierden ante Jelena Janković y Na Li).
- 2006: Eastbourne (junto a Martina Navratilova pierden ante Svetlana Kuznetsova y Amélie Mauresmo).
- 2006: Luxemburgo (junto a Anna-Lena Groenefeld pierden ante Kveta Peschke y Francesca Schiavone).
- 2006: Zúrich (junto a Katarina Srebotnik pierden ante Cara Black y Rennae Stubbs).
- 2007: Miami (junto a Cara Black pierden ante Lisa Raymond y Samantha Stosur).
- 2007: Toronto (junto a Cara Black pierden ante Katarina Srebotnik y Ai Sugiyama).
- 2007: New Haven (junto a Cara Black pierden ante Sania Mirza y Mara Santangelo).
- 2008: Doha (junto a Cara Black pierden ante Květa Peschke y Rennae Stubbs).
- 2008: Miami (junto a Cara Black pierden ante Katarina Srebotnik y Ai Sugiyama).
- 2008: Moscú (junto a Cara Black pierden ante Nadia Petrova y Katarina Srebotnik).
- 2008: Linz (junto a Cara Black pierden ante Katarina Srebotnik y Ai Sugiyama).
- 2009: Abierto de EE.UU. (junto a Cara Black pierden ante Serena Williams y Venus Williams).
- 2009: WTA Tour Championships (junto a Cara Black pierden ante Nuria Llagostera y María José Martínez).
- 2011: Doha (junto a Nadia Petrova pierden ante Květa Peschke y Katarina Srebotnik).
- 2011: Eastbourne (junto a Lisa Raymond pierden ante Květa Peschke y Katarina Srebotnik).
- 2011: Stanford (junto a Lisa Raymond pierden ante Victoria Azarenka y María Kirilenko).
- 2012: Sídney (junto a Lisa Raymond pierden ante Květa Peschke y Katarina Srebotnik).
- 2012: Birmingham (junto a Lisa Raymond pierden ante Timea Babos y Hsieh Su-wei).
- 2012: Eastbourne (junto a Lisa Raymond pierden ante Nuria Llagostera y María José Martínez).
- 2013: París (junto a Andrea Hlavackova pierden ante Sara Errani y Roberta Vinci).
- 2013: Charleston (junto a Andrea Hlavackova pierden ante Kristina Mladenovic y Lucie Safarova).

## Actuación en TorneosGrand Slam

### Individual
| Torneo                 | 2008 | 2007 | 2006 | 2005 | 2004 | 2003 | 2002 | 2001 | 2000 | 1999 | 1998 | 1997 | Títulos |
| ---------------------- | ---- | ---- | ---- | ---- | ---- | ---- | ---- | ---- | ---- | ---- | ---- | ---- | ------- |
| Abierto de Australia   | -    | -    | -    | -    | -    | -    | -    | -    | -    | -    | -    | -    | 0       |
| Roland Garros          | -    | -    | -    | -    | -    | -    | -    | -    | -    | -    | 2r   | -    | 0       |
| Wimbledon              | -    | -    | -    | -    | -    | -    | -    | -    | -    | -    | -    | -    | 0       |
| Abierto de EE. UU.     | -    | -    | -    | -    | -    | -    | -    | -    | -    | -    | 1r   | -    | 0       |
| WTA Tour Championships | -    | -    | -    | -    | -    | -    | -    | -    | -    | -    | -    | -    | 0       |

### Dobles
| Torneo                 | 1995 | 1996 | 1997 | 1998 | 1999 | 2000 | 2001 | 2002 | 2003 | 2004 | 2005 | 2006 | 2007 | 2008 | 2009 | 2010 | 2011 | 2012 | 2013 | 2014 | G-P   | Títulos |
| ---------------------- | ---- | ---- | ---- | ---- | ---- | ---- | ---- | ---- | ---- | ---- | ---- | ---- | ---- | ---- | ---- | ---- | ---- | ---- | ---- | ---- | ----- | ------- |
| Abierto de Australia   | 1R   | A    | A    | 1R   | 1R   | A    | 2R   | 3R   | A    | SF   | 2R   | 3R   | G    | CF   | CF   | F    | SF   | CF   | 3R   | 3R   | 37–15 | 1       |
| Roland Garros          | 1R   | A    | 2R   | 1R   | 3R   | CF   | 2R   | SF   | 1R   | 1R   | F    | 2R   | SF   | SF   | SF   | SF   | SF   | 1R   | 1R   |      | 36–18 | 0       |
| Wimbledon              | 1R   | -    | 1R   | 1R   | SF   | 2R   | 1R   | 2R   | 3R   | F    | G    | CF   | G    | SF   | SF   | SF   | CF   | SF   | 3R   |      | 49–16 | 2       |
| Abierto de EE. UU.     | 1R   | 1R   | A    | 1R   | CF   | 2R   | 2R   | 2R   | CF   | CF   | A    | 3R   | 2R   | G    | F    | F    | G    | 3R   | 3R   |      | 41–15 | 2       |
| WTA Tour Championships | -    | -    | -    | -    | -    | -    | -    | CF   | -    | -    | -    | -    | G    | G    | F    | A    | G    | SF   | A    |      | 7–3   | 3       |